# António José de Mesquita Pimentel
António José de Mesquita Pimentel (Sambade, Alfândega da Fé, 1741 — Salamonde, 21 de setembro de 1821), também conhecido por Abade de Salamonde, foi um presbítero e publicista, formado em Cânones pela Universidade de Coimbra, autor da clássica Cartilha da Doutrina Cristã, uma das obras com mais edições em Portugal.

## Biografia
Nasceu em 1741 e faleceu em 1821. Foi sacerdote e publicista português, nasceu em Alfândega da Fé. Era bacharel em Cânones pela Universidade de Coimbra, sendo mais tarde nomeado desembargador da diocese de Braga. Em 1781 tornou-se pároco de São Gens de Salamonde. Dos seus escritos, o mais conhecido é a Cartilha da Doutrina Cristã, que serviu, durante muitos anos, como livro de leitura às crianças que então aprendiam a ler.
Celebrizou-se com a sua Cartilha da Doutrina Cristã, durante muitos anos adoptada, em Portugal e no Brasil, como base do ensino elementar e infantil. Veio ela a substituir a famosa Doutrina Cristã, do jesuíta Marcos Jorge, refundida pelo seu confrade Inácio Martins, caída em desuso devido à perseguição pombalina contra a Companhia de Jesus.
Abade colado na freguezia de S. Gens de Salamonde, desde 8 de junho de 1781. Passados annos renunciou este beneficio em seu sobrinho Antonio Joaquim de Mesquita Pimentel, porém continuou a curar na mesma freguezia enquanto viveu. Além desta obra escreveu: Soccorro de moribundos, dividido em duas partes. Porto, Typ. de Antonio Alvares Ribeiro, 1793.